# 동해중학교 (부산)
동해중학교(東海中學校)는 대한민국 부산광역시 동래구 명륜동에 있는 사립 중학교이다

## 학교 연혁
- 1967년 3월 25일 : 학교법인 화봉학원 발족
- 1967년 11월 27일 : 동해중학교 설립인가(각 학년 6학급, 총 18학급)
- 1968년 3월 7일 : 첫 입학식 거행
- 1971년 1월 23일 : 제1회 졸업식 거행(288명)
- 1978년 1월 24일 : 부산시 교육위원회로부터 생활지도 연구학교로 지정
- 1988년 9월 14일 : 학교 법인 대동학원 발족
- 1989년 3월 4일 : 김균 이사장 취임
- 2001년 7월 10일 : 「학교법인 대동학원」 을 「학교법인 관음학사」 로 학교법인 명칭 변경
- 2006년 11월 15일 : 해오름관(별관) 완공
- 2015년 8월 31일 : 강당 증축 완공, 운동장 공사 완공, 주차장 완공
- 2016년 2월 1일 : 강재훈 이사장 취임
- 2017년 2월 28일 : 학교특별실(보건실, 상담실, 도서실, 가사실습실, 진로상황실, 수학교실) 현대화 사업완료
- 2019년 3월 5일 : 2019, 2020 SW 선도학교 지정
- 2019년 9월 1일 : 제8대 송인근 교장 취임
- 2021년 12월 31일 : 블렌디드 교실 구축, 방송장비 교체, 창의공작실 구축
- 2022년 2월 3일 : 최명현 이사장 취임
- 2023년 1월 16일 : 별관(B)동 완공
- 2023년 2월 16일 : 동해중학교 B별관 증축(특별실 5개실 증축)
- 2024년 1월 5일 : 제54회 졸업식(189명) 총 졸업생 수 18,950명

## 참고 자료
- 동해중학교 - 한국교육학술정보원 학교알리미